# Medicopter
Medicopter (Der Kronzeuge puis Medicopter 117 - Jedes Leben zählt) est une série télévisée germano-autrichienne constituée d'un pilote de 90 minutes et de 81 épisodes de 45 minutes, diffusée en Allemagne entre le 11 janvier 1998 et le 28 juin 2007 sur RTL Television et en Autriche sur ORF.
En Belgique, la série a été diffusée à partir du 16 janvier 1998 sur RTL-TVI puis rediffusée sur AB3. En France, à partir du 3 janvier 1999 sur TF1 puis rediffusée sur NT1, en Suisse sur TSR1 et au Québec à partir de février 2000 sur Séries+.

## Synopsis
La série débute avec l'arrivée de Peter Berger en tant que nouvel infirmier à la base de Medicopter, une société fictive de sauvetage par hélicoptère, où il fait connaissance avec ses futurs collègues.
Elle met en scène deux équipes de secouristes assurant l'évacuation des blessés dans les Alpes allemandes et autrichiennes. Chaque équipe se relaie et est composée d'un pilote, d'un médecin urgentiste et d'un infirmier anesthésiste. Les deux équipes interviennent dans des opérations plus ou moins risquées tels que des accidents de la route, du secours en montagne, des incendies ou des prises d'otages et sont parfois confrontés directement à des criminels.
Outre les missions de sauvetage, la série aborde également la vie privée des membres de l'équipe, les rapports avec leurs conjoints et leurs familles, ainsi que leurs difficultés à lier leur métier chronophage avec ces derniers.

## Informations sur la série
Medicopter mélange actions, cascades et missions médicales.

### Distribution

#### Personnages principaux
| Acteurs                                        | Rôles                                              | Saisons    | Épisodes          | Informations |
| ---------------------------------------------- | -------------------------------------------------- | ---------- | ----------------- | --- |
| Manfred Stücklschwaiger (VF : Robert Guilmard) | Thomas Wächter † (Pilote)                          | 1 à 5      | 1 à 50            | Thomas Wächter est pilote urgentiste dans une unité de secours et de sauvetage par hélicoptère. Il est âgé de 32 ans en 1997. Il se réconcilie avec sa femme Véra Wächter avec laquelle il a eu deux jumelles Lisa et Laura mais celle-ci mourra peu de temps après. Thomas est gravement blessé dans l'exercice de ses fonctions à la suite de l'explosion d'une grotte pleine de barils d'essence en aidant son meilleur ami (le Dr Michael Lüdwitz) à s'en extirper (épisode 5.2). Il décède brûlé au troisième degré. Il est remplacé par le pilote Jens Köster. |
| Sabine Petzl                                   | Biggi Schwerin (Pilote)                            | 1 à 5 - 6  | 1 à 57 et 64      | Brigitte (dite "Biggi") Schwerin est pilote urgentiste dans une unité de secours et de sauvetage par hélicoptère. Elle est âgée de 32 ans en 1997. Elle sera gravement blessée dans l'épisode 1.9, sa jambe sera à moitié sectionnée dans un ravin lors du crash dans la montagne, pour ne pas avoir la gangrène. Gabriele Kollmann l'amputera et se fera greffer à l'hôpital. Elle aura une histoire avec l'avocat Axel Wertheim rencontré dans une intervention (épisode 2.11 "Mission explosive") puis se sépara de lui (épisode 3.2 "Mission mortelle") le même jour elle perdra sa meilleure amie et sa collègue le Dr Gabriele Kollmann celle-ci mourra brûlée. À la saison 4, elle tombera amoureuse de l'Infirmier Enrico Contini qui remplace Ralf Staller. À la saison 5, au cours d'une intervention dans la montagne elle fera une chute avec Enrico et sera gravement blessée à l'hôpital dû à sa chute elle ne peut plus exercer le métier de pilote et quittera Medicopter et l'Allemagne pour les États-Unis et apprendra le pilotage aux jeunes apprentis (dans les épisodes 5.7 et 5.8) et se fait remplacée par Gina Aigner. Elle reviendra à Medicopter pour passer des jours avec Enrico et ils quitteront Medicopter et l'Allemagne pour l'Italie (dans l'épisode 6.3, Sauveteurs en détresse). |
| Rainer Grenköwitz                              | Michael Lüdwitz (Médecin urgentiste)               | 1 à 4 - 5  | 1 à 39 et 50      | Michaël Lüdwitz est médecin urgentiste dans une unité de secours et de sauvetage par hélicoptère. Michaël est un homme âgé de 42 ans en 1997, il vit avec sa femme Maguerite et son fils Dirk puis ils divorcent. Après son divorce, il vit avec son fils, son meilleur ami et collègue Thomas et ses filles. Après le décès tragique de sa collègue, le Dr Kollmann, il tombera amoureux du Dr Karin Thaler jusqu'au jour où il est le témoin principal d'un meurtre commis par la Mafia russe, prend la fuite avec la cassette du meurtre, après la poursuite avec la Mafia il est un témoin protégé par le FBI et quitte l'Allemagne avec son fils pour les États-Unis et laisse son amour Karin en Allemagne, dans l'épisode 4.4 "Témoin involontaire". Il est remplacé par le Dr Mark Harland. Il se fait attirer en Allemagne par la Mafia dans l'épisode 5.2 "Un adieu de trop". |
| Anja Freese (VF : Colette Sodoyez)             | Gabriele Köllmann † (Médecin urgentiste)           | 1 à 3      | 1 à 24            | Gabriele Kollmann est médecin urgentiste dans une unité de secours et de sauvetage par hélicoptère. En 1997, Gabriele est une femme célibataire âgée de 32 ans. Elle est issue d'une famille aisée. Sa mère, Angela Kollmann ruinée tentera de mettre fin à ses jours. Ralf Staller l'a demande en mariage (dans l'épisode 2.4). Les rapports entre eux sont assez conflictuels et ils finissent par se séparer pour ensuite se refiancer jusqu'au jour où elle est gravement blessée lors d'une intervention (épisode 3.2). Elle est grièvement brûlée dans l'explosion d'une usine chimique désaffectée. Elle refuse une greffe de poumon et demande à Michael de l'aider à mettre fin à ses jours. Sa mort est due à un œdème pulmonaire toxique et de ses graves brûlures au troisième degré. Elle sera remplacée par le Dr Karin Thaler. |
| Serge Falck                                    | Peter Berger (Infirmier-anesthésiste)              | 1 à 7      | 1 à 82            | Peter Berger est infirmier urgentiste dans une unité de secours et de sauvetage par hélicoptère. Peter est un homme âgé de 31 ans en 1997. Il vit avec sa femme Stella et son fils Oliver. Il est l'un des seuls personnages être présent du début jusqu'à la fin de la série. |
| Wolfgang Krewe                                 | Ralf Staller (Infirmier-anesthésiste)              | 1 à 3      | 1 à 35            | Ralf Staller est infirmier urgentiste dans une unité de secours et de sauvetage par hélicoptère. Ralf est un homme âgé de 31 ans en 1997. Il est l'amant et le fiancé du Dr Gabriele Kollmann. Il lui a fait une demande de mariage (dans l'épisode 2.4) celle-ci accepta mais leurs sujets de conversations est le mariage et Gabi se sépare de Ralf mais très vite ils redeviennent fiancés jusqu'au jour où Gabi est gravement blessée dans l'exercice de ses fonctions, dans une intervention (épisode 3.2). Elle décède brûlée au troisième degré sur 60 % de la surface corporelle, après la mort tragique de Gabi, Ralf tente de suicider à l'hôpital mais sa tentative échoue parce que Biggi (la pilote) arrive et s'approche de Ralf, ils pleurent la mort tragique de Gabi dans les bras l'un de l'autre. À la fin de la troisième saison Ralf quitte Medicopter et l'Allemagne pour les États-Unis avec Jenny, sa petite amie (rencontré dans la saison 3) et Gonzo (son chien). Il est remplacé par Enrico Contini. |
| Hanno Pöschl                                   | Max (Mécanicien de la base)                        | 1 à 7      | 1 à 82            | Il fait toutes sortes de réparations à la base, il est apprécié de tous le personnel. |
| Axel Pape                                      | Frank Ebelsieder (Chef de la base)                 | 1 et 2 - 3 | 1 à 21 - 25 à 32  | C'est un personnage secondaire de la série qui la quitte au bout de 32 épisodes. Il monte dans la hiérarchie de Medicopter et possède son brevet de pilote d'hélicoptère. |
| Barbara Demmer                                 | Heidi Oberhüber (Secrétaire de la base)            | 1          | 1 à 9             | Heidi Oberhüber est la secrétaire de la base de Medicopter 117. Elle démissionnera de Medicopter à la fin de la saison 1. Elle est très appréciée de la part de tous les urgentistes de Medicopter. |
| Gilbert von Sohlern                            | Gunnar Eros Höppler Junior (Chef de la base)       | 5 à 7      | 49 à 82           | Remplace Frank Ebelsieder. Il est un peu radin mais il a un bon cœur. |
| Edita Malovčić                                 | Stella Berger, née Contini (Secrétaire de la base) | 4 à 6      | 40 à 69, 73 et 74 | Stella Berger, née Contini est la sœur d'Enrico Contini, femme de Peter et mère d'Oliver Berger. Elle arrive à la quatrième saison (épisode 4.05 "L'escalade de la dernière chance") puis elle devient la secrétaire de la base de Medicopter 117 dans les cinquième et sixième saisons de la série. Elle démissionne de Medicopter à la fin de la sixième saison (épisode 6.13 "Avalanche de problèmes"), part rejoindre son frère en Italie. |
| Julia Cencig                                   | Gina Aigner (Mécanicien de la base puis pilote)    | 5 à 7      | 49 à 82           | Gina Aigner est pilote urgentiste dans une unité de secours et de sauvetage par hélicoptère. Elle est âgée de 30 ans en 2002. Elle arrive dans l'épisode 5.1 "Le train" en tant que mécanicienne pour devenir pilote. Dans l'épisode 5.5 "Environnement explosif" elle obtient son brevet officiel de pilotage et se fait muter dans une base héliportée mais elle revient dans l'épisode 5.7 "Portés disparus" et remplace Biggi. Elle vit avec le Dr Mark Harland. |
| Roswitha Meyer                                 | Karin Thäler (Médecin urgentiste)                  | 3 à 7      | 26 à 82           | Karin Thäler est médecin urgentiste dans une unité de secours et de sauvetage par hélicoptère. Karin est une femme âgée de 32 ans en 1997. Elle remplace le Dr Gabriele Kollmann qui est décédée dans l'exercice de ses fonctions dans l'épisode 3.2. Elle arrive dans l'épisode 3.4 (La douzième place) le lendemain de l'enterrement du Dr Gabriele Kollmann. Elle tombera amoureuse du Dr Michael Lüdwitz. |
| Jo Weil                                        | Florian Lenz (Infirmier-anesthésiste)              | 6 à 7      | 65 à 82           | Florian Lenz est infirmier urgentiste dans une unité de secours et de sauvetage par hélicoptère. Florian est un homme âgé de 26 ans en 2003. Il remplace Enrico Contini partit en Italie avec sa femme Biggi. Il arrive dans l'épisode 4 "Un concert explosif" de la saison 6 et reste jusqu'à la fin de la série. |
| Hans Heller                                    | Jens Köster (Pilote)                               | 5 à 7      | 51 à 82           | Jens Köster est pilote urgentiste dans une unité de secours et de sauvetage par hélicoptère. Jens est un homme âgé de 45 ans en 2002, divorcé et père d'une fille (Anna Köster, interprétée par l'actrice Shandra Schadt). Il remplace Thomas Wächter décédé brûlé dans l'exercice de ses fonctions, dans une intervention (épisode 5.2). Il arrive dans l'épisode 5.3 (Menace au plutonium) et est présent lors des saisons 5, 6 et 7. |
| Urs Remond                                     | Mark Harland (Médecin urgentiste)                  | 4 à 7      | 41 à 82           | Mark Harland est médecin urgentiste dans une unité de secours et de sauvetage par hélicoptère. Mark est un homme âgé de 36 ans en 2001, il vit seul puis il vit avec sa femme Gina Aigner. Il remplace le Dr Michael Lüdwitz (épisode 4.5, L'escalade de la dernière chance). |
| Tom Mikulla                                    | Enrico Contini (Infirmier-anesthésiste)            | 4 à 6      | 36 à 64           | Enrico Contini est infirmier urgentiste dans une unité de secours et de sauvetage par hélicoptère. Enrico est un homme âgé de 32 ans en 2001. Il vit avec sa femme Biggi en Italie. |
| Gesche Tebbenhoff                              | Vera Wächter †                                     | 1 et 2     | 4 à 14            | Elle meurt heurtée par une voiture. |
| Saskia Valencia                                | Katja Heinemann                                    | 2          | 16 à 18           | Elle remplace Peter pendant sa cure de désintoxication, à la suite d'une addiction aux amphétamines. |
| Tabea Tiesler                                  | Lena Lassen † (Stagiaire)                          | 4          | 47                | Elle meurt au cours d'un sauvetage en montagne, alors qu'elle est en formation avec l'équipe de medicopter 117. Elle n'apparait que dans l'épisode 4x12. |

#### Autres personnages
- Edita Malovčić : Stella Berger, épouse de Peter et sœur ainée d'Enrico, secrétaire de la base (dans les 5 et 6e saisons) (Épisodes 4.05-6.13)
- Helma Gautier (de) : Mme Kollmann, mère de Gabriele (Épisodes 1.01-2.11, guest épisode 3.03)
- Christine Mayn (de) : Dr Margarethe Lüdwitz, ex-épouse de Michael et mère de Dirk, Médecin puis mère au foyer (Épisodes 1.01-2.03). Margarethe Lüdwitz est médecin-chirurgien à l'hôpital dans l'épisode 1.01 « Le témoin-clef » puis dans l'épisode 1.07 « Colère aveugle » elle démissionne de l'hôpital, à la suite de la prise d'otage de son mari, le Dr. Michael Lüdwitz et de son fils, Dirk pour s'occuper de son fils. Elle quitte la série à partir de l'épisode 2.03 « Trois minutes de sursis », Michael et elle se séparent.
- Julius Jellinek (de) : Dirk Lüdwitz, fils de Michael et Margarethe Lüdwitz (Épisodes 1.01-4.04)
- Gesche Tebbenhoff : Vera Wächter † , ex-épouse de Thomas (Épisodes 1.01-2.05)
- Laura Mazzuchelli : Laura Wächter, fille de Thomas et de Vera (Épisodes 1.04-5.03)
- Nicola Etzelstorfer (de) : Lisa Wächter, fille de Thomas et de Vera (Épisodes 1.04-5.03)
- Shandra Schadt (de) : Anna Köster, fille de Jens (Épisodes 5.06-7.08)
- Simone Heher (de) : Jenny Neuhaus, nouvelle fiancée de Ralf (Épisodes 3.08-3.12)
- Michael Schiller : Commissaire Rosen (1998-2000)<>(Épisodes 1.01, 3.13)
- Alexander Strobele : René Meier (1999) remplacent de Biggi.

## Épisodes
La série bénéficie de 82 épisodes étalés sur sept saisons.

### L'hélicoptère BK 117 B2

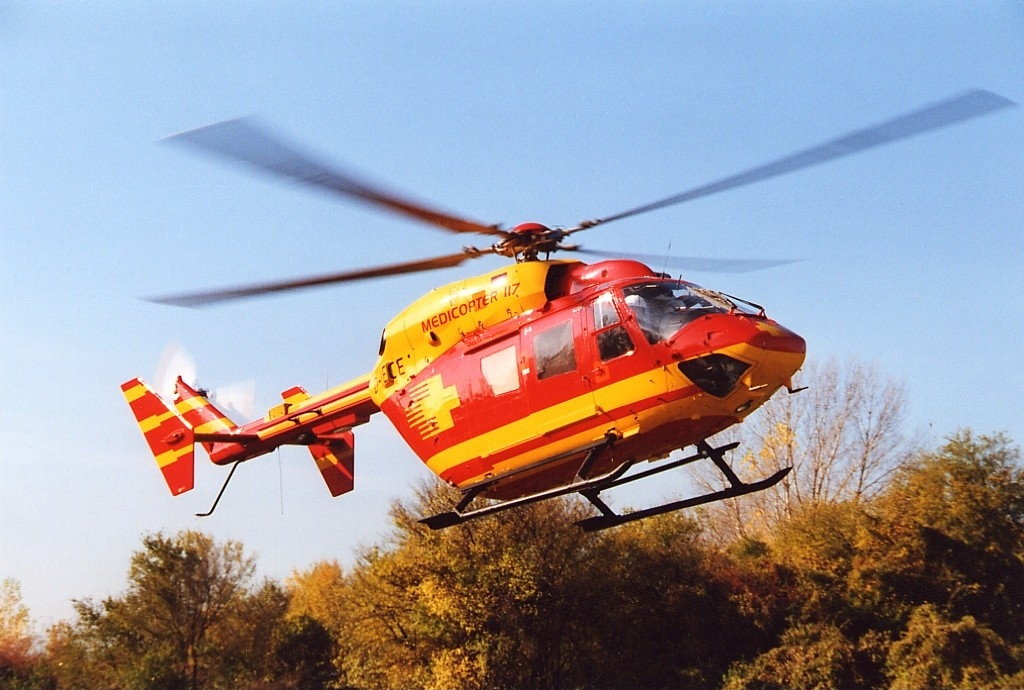
BK 117 D-HEOE (O partiellement masqué) avec sérigraphie Medicopter.

L'hélicoptère de la série est un MBB-Kawasaki BK 117 (plus précisément le modèle BK 117 B2). Cet hélicoptère est par ailleurs connu principalement pour son utilisation dans la série. 
Il y a eu deux BK 117 utilisés pour la série. Le D-HECE (construit en 1995) jusqu'à la saison 5, qui sera vendu à la Garde aérienne allemande (société de sauvetage allemande) puis repeint par cette dernière dans leur sérigraphie il y a plus de 10 ans maintenant, ainsi que le D-HEOE (construit en 1993) appartenant au départ à Heli Travel Munich (le logo HTM est visible sur certains épisodes de la saison 6 au niveau de l'aileron droit et gauche) puis à l'entreprise DL-Helicopter. 
Ce dernier était encore en 2015, peint dans la sérigraphie Medicopter et utilisé encore comme hélicoptère de sauvetage. Son treuil a été retiré et des flotteurs sont installés sur les patins. Il est devenu au fil du temps un hélicoptère de transport.
Seulement, DL-Helicopter voulait une peinture plus passe-partout. La société à donc vendue des billets (129 € par personne) pour effectuer un baptême dans le BK 117 D-HEOE, le 21 mars 2015 avant que celui ne soit définitivement repeint. Des vidéos sont disponibles sur YouTube. Depuis ce "dernier baptême", aucune photo n'est disponible avec la nouvelle peinture. Le D-HEOE est par ailleurs louable directement chez DL-Helicopter.
Après la vente du D-HECE, le "O" de D-HEOE a été partiellement masqué pour constituer un "C", pour simuler la présence de l'ancien hélicoptère alors que ce n'est plus le même hélicoptère. Cette technique de masquage des lettres a été utilisée également pour simuler l'apparition de plusieurs autres BK 117, entre autres D-HEGE (épisode "Au bort du gouffre") et D-HFOF dans l'épisode "Coup de foudre". 
On note également que le "vrai" D-HECE est réutilisé dans certains épisodes de la saison 5. Il y a donc un mélange entre le D-HEOE et le D-HECE selon les interventions.
La seule différenciation entre le D-HECE et le D-HEOE, c'est la présence d'ouverture sur les portes avant et centrale sur le premier (de couleur blanche), alors qu'elles sont inexistantes sur la porte centrale sur le second, ainsi que le levier de pas général. Pour les saisons 5 et ultérieures, la production à cependant jugée utile de réutiliser des plans des saisons précédentes dans les phases de vols et de décollage (surtout depuis la base), "l'anachronisme" y est donc flagrant.
L'avenir du D-HECE est plus glorieux. D'abord utilisé avec la sérigraphie de la série puis repeint, il est désormais assigné a la brigade Christoph Europa de la DRF et a été utilisé pendant quelques mois en 2005 en Italie par Helitalia avec une nouvelle immatriculation "I-HECE". Seulement, la DRF ayant un parc principalement constitué de BK 117, elle va les remplacer progressivement par de nouveaux modèles EC145 T2 d'Eurocopter, les BK 117 ayant plus de 20 ans de vol pour la plupart (D-HECE compris).
Sur le compte Instagram de la compagnie, l'on peut voir une forte activité de photos autour du D-HECE et même de la série, comme quoi la célébrité de cet appareil est resté totalement intact en Allemagne (les pilotes et équipages n'hésitant pas à poser devant lui). 
Le D-HEOE est par ailleurs l'hélicoptère le plus célèbre de la compagnie (DL Helicopter) de par sa sérigraphie Medicopter.

### Lieux de tournage
Les scènes se déroulant à la base de Medicopter ont été tournées en Autriche à l'héliport de Sankt Johann im Pongau. Propriété de la société de sauvetage Helikopterfirma Heli Austria GmbH, l'héliport a été détruit et remplacé en 2015 par une base plus spacieuse, moderne et permettant d'accueillir plus d'hélicoptères.
Plus généralement, la série a été tournée en Allemagne dans le sud de la Bavière dans les environs de Rosenheim et de Berchtesgaden comme on peut le voir sur les plaques d'immatriculation des véhicules dans la série commençant par BGL (Berchtesgaden Landkreis), mais aussi en Autriche dans le Land de Salzbourg, plus particulièrement dans les districts de Sankt Johann im Pongau, Zell am See et Tamsweg, mais également dans les environs de Vienne.
Certaines scènes de l'épisode 4 de la première saison ont été tournées à Vienne dans le complexe résidentiel de Wohnpark Alt Erlaa.[réf. nécessaire]
Les scènes de sauvetage de l'épisode 1 de la saison 7 ont été tournées devant les gazomètres de Vienne en mai 2003

### Cascades
Toutes les scènes de cascades ou presque étaient jouées par les acteurs eux-mêmes, ils n'étaient que doublés dans de rares cas, ce qui a pu être entre autres une raison de leur départ.
L'intégralité du pilotage du BK 117 a été effectué par le pilote Hans Ostler, fondateur de la compagnie HTM, ex-propriétaire du D-HEOE.
C'est par ailleurs lui qui pilote le BK 117 "mulet" censé remplacer le D-HECE dans l'épisode 9 de la saison 1 ("Le crash"). Le pilote Thomas Wächter n'hésitant pas à le critiquer pour ne pas avoir fait le plein du réservoir avant de déposer l'appareil.

## Commentaires
En France, même si la 1re saison en a eu la chance, les autres épisodes de la série n'ont jamais été diffusés dans l'ordre. TF1 a même décidé de ne pas diffuser sept épisodes des saisons 3 à 6 ainsi que la 7e saison ! Ils seront programmés lors des rediffusions de la série sur NT1.
Concernant l'arrêt de la série en 2003, RTL annonça qu'ils avaient « fait le tour de toutes les interventions » et que cela se répétait tout le temps. La direction des programmes a donc mis fin à la série au bout de 7 saisons et 82 épisodes. À noter que les 5 derniers épisodes inédits de la saison 6 et les 8 épisodes  inédits de la saison 7 tournés en 2002 et 2003,  sont restés dans les archives de la chaine RTL pendant 3 ans avant d'être diffusé en 2006 et 2007 sur la chaine RTL.